# Горца
Горца (словен. Gorca) — поселення в общині Подлехник, Подравський регіон‎, Словенія.